# 三氙(VI,VIII)酸四钾
三氙(VI,VIII)酸四钾是一种无机化合物，化学式为K4Xe3O12。

## 历史
K4Xe3O12最初在XeF6于KOH溶液中水解被观察到，并通过分析确认化合物中1/3的Xe为+8价，2/3的Xe为+6价。后来，人们研究了物质的谱图及化学性质。直到2016年，它的晶体结构才被确认。

## 制备
将无水高氙酸钠用5N的KOH溶液于80 °C处理，结晶得到K2Na2XeO6·8H2O。将晶体浸入Na2CO3-K2CO3溶液中，逐渐转化为K4Xe3O12。

## 性质
K4Xe3O12是一种亮黄色固体，震荡或者对其干燥都会引发它的爆炸。分子中的Xe…O aerogen键被认为是导致爆炸的成因之一。